# Асратян, Эзрас Асратович
Эзрас Асратович Асратян (18 [31] мая 1903, Мецик, Битлисский вилайет — 24 апреля 1981, Москва) — советский нейрофизиолог, ученик И. П. Павлова, член-корреспондент АН СССР (1939), академик АН Армянской ССР (1947).

## Биография
Родился 18 мая (31 мая по новому стилю) 1903 года в селе Мецик, в Турецкой Армении.
В 1926 окончил сельскохозяйственный факультет Ереванского университета. По окончании университета переехал в Ленинград, где поступил в физиологическую лабораторию Естественно-научного института имени П. Ф. Лесгафта, руководимую Л. А. Орбели, в которой проработал три месяца и вернулся в Ереван.
В 1930 году окончил медицинский факультет Ереванского университета и вновь приехал в Ленинград. Работал в Физиологическом институте АН СССР (1930—1938), заведовал сектором физиологии ЦНС в Институте мозга им. Бехтерева (1935—1941), а также преподавал в Ленинградском педагогическом институте (1936—1941; с 1938 — профессор).
Член КПСС с 1929 года.
В 1941—1943 годах, находясь в эвакуации, работал в должности профессора на кафедре физиологии в Ташкентском медицинском институте. В 1944 году переехал в Москву, где возглавил Лабораторию восстановления функций нервной системы АН СССР (1944—1950).
После павловской сессии стал директором (1950—1952) Института высшей нервной деятельности и нейрофизиологии АН СССР и одновременно (1950—1960) начал преподавать во 2-м Московском медицинском институте, профессор кафедры физиологии. С 1960 по 1981 годы — директор Института высшей нервной деятельности АН СССР.
Похоронен на Кунцевском кладбище.

## Награды и премии
- Два ордена Ленина (13.06.1973 — за заслуги в развитии физиологической науки, подготовке научных кадров и в связи с семидесятилетием со дня рождения, 27.03.1954 — за выслугу лет и безупречную работу).
- Два ордена Трудового Красного Знамени (30.05.1963 — за заслуги в области развития физиологической науки и в связи с шестидесятилетием со дня рождения, 1972).
- Орден Красной Звезды (10.06.1945).
- Медаль «За победу над Германией в Великой Отечественной войне» (1945).
- Заслуженный деятель науки Армянской ССР (1974).
- Премия имени И. П. Павлова (1951).
- Золотая медаль имени И. П. Павлова (1961) — за совокупность работ по развитию учения И. П. Павлова.
- Почётная грамота Президиума Верховного Совета РСФСР (25.06.1978) — за многолетнюю плодотворную научно-исследовательскую работу в области физиологии головного мозга и высшей нервной деятельности, подготовку научных кадров и в связи с 75-летием со дня рождения.
- Одна из улиц Еревана носит имя Эзраса Асратяна.

## Цитаты
… Когда с отдельными антипавловскими недомыслиями выступают … Штерн, Ефимов, Бернштейн и им подобные лица, не знающие ни буквы, ни духа учения Павлова, это не так досадно, как смешно. Когда с антипавловскими концепциями выступает такой знающий и опытный физиолог как И. С. Бериташвили, который не является учеником и последователем Павлова, то это уже досадно. Но когда ученик Павлова Анохин под маской верности своему учителю систематически и неотступно стремится ревизовать его учение с гнилых позиций лженаучных идеалистических «теорий» реакционных буржуазных ученых, — то это по меньшей мере возмутительно…С. Э. Шноль, глава из книги «Гении и злодеи российской науки»

(из выступления Э. А. Асратяна на Павловской сессии, 1950)

## Основные публикации
- Асратян Э. А. Очерки по этиологии, патологии и терапии травматического шока. М.: Медгиз, 1945 - 174 стр.
- Научная сессия, посвященная проблемам физиологического учения академика И. П. Павлова. — М.: Издательство Академии Наук СССР, 1950. — 736 стр.
- Асратян Э. А. Физиология центральной нервной системы (Научные работы). — М.: Издательство Академии медицинских наук СССР, 1953. — 560 стр.
- Асратян Э.А. Страницы воспоминаний об И. П. Павлове. - 1956.
- Асратян Э.А. Новые данные о переключении в условно- рефлекторной деятельности. Журн. высш. нервн. деят., 1958, т.8, N 3, с.305-312.
- Асратян Э.А. Лекции по некоторым вопросам нейрофизиологии. М., Изд. АН СССР, 1959.
- Асратян Э.А. Тонические условные рефлексы как форма целостной деятельности мозга. Журн. высш. нервн. деят., 1963, т.15, N 5, с.718-788.
- Асратян Э. А. Иван Петрович Павлов: жизнь творчество, современное состояние учения. — 2-е изд., перераб. М., Наука, 1981
- Асратян Э. А. Избранные труды. Рефлекторная теория высшей нервной деятельности. — М.: Наука, 1983. — 328 стр.

## Публикации об Асратяне
- Эзрас Асратович Асратян — М., 1967.
- Григорян Н. А. Путь Э. А. Асратяна в науку // Журнал высшей нервной деятельности, 2003, том 53, № 3, с. 264—267.
- Шноль С. Павловская сессия // «Знание-сила», № 7, 1997.